# ティア・タナカ
ティア・タナカ（Tia Tanaka、1987年3月15日 - ）はアメリカ合衆国のポルノ女優。

## 経歴
ベトナム人の父とフランス系ベトナム人の母の間に生まれる。インドネシアに生まれ、現在はアメリカ合衆国居住。高校時代からの友人で、先にポルノ女優として活動していたKitty Jungからの勧誘を受けて業界に入った。最初期にはMulan Wang、Sasha Leiという2つの源氏名を使っていたが、後にエド・パワーズから「タナカ」という芸名をつけられることになった。これは「有名なスモウ・レスラー」からとった名前であるという。

## 代表作
『Jonnie Darkko: Girls Love Girls 2』、『Sakura Tales 10: Summer School』、『Sweet&Petite』、『Anz Pop 2』、『Young Asian Cuties 4』、『House of the Dead III』をはじめとするポルノ映画に出演。『Asian Fever 28』『Hustler Anniversary Edition』『Sweet & Petite』の3作では前述の友人キティとも競演している。

## 受賞歴
- 2007 Adam Film World award – Best Asian Starlet[3]
- 2007 F.A.M.E finalist – Favorite Female Rookie[4]